# Edmund Hlawka
Edmund Hlawka (Bruck an der Mur, Estiria, 5 de noviembre de 1916 – 19 de febrero de 2009) fue un matemático austríaco, especialista en la teoría de números.

## Vida y Obra
Nacido en un pequeño pueblo del estado de Estíria, a cincuenta kilómetros al norte de Graz, sus padres se trasladaron a Viena donde se pudo escolarizar. En 1934, comenzó sus estudios en matemáticas, física y astronomía en la Universidad de Viena, en la que se doctoró en 1938 con una tesis sobre aproximación diofántica. A partir de esa fecha, fue ayudante en la universidad de Viena, hasta que en 1944 obtuvo la habilitación docente con una conferencia en la que demostró una conjetura de Hermann Minkowski, que ahora lleva el nombre de teorema de Minkowski-Hlawka. Fue profesor titular de la universidad de Viena hasta 1981, cuando pasó a serlo de la universidad Técnica de Viena, en la que se retiró en 1987. También fue profesor invitado por breves periodos en diversas universidades como Princeton, Caltech, Sorbona o el ETH Zürich.
Tuvo una gran influencia en las matemáticas en Austria porque, además de dirigir unas 130 tesis doctorales, formó a más de 800 matemáticos que se convirtieron en profesores de secundaria.
En investigación, sus campos de trabajo fueron la teoría de números, haciendo aportaciones importantes en la teoría de la distribución uniforme, la geometría de los nombres y la integración numérica. Publicó o editó (solo o en colaboración) una docena de libros y más de 150 artículos científicos.